# Langgöns
Langgöns é um município da Alemanha, situado no distrito de Gießen, no estado de Hesse. Tem 52,54 km² de área, e sua população em 2019 foi estimada em 11.690 habitantes.